# Seboruco (khu tự quản)
Seboruco là một khu tự quản thuộc bang Táchira, Venezuela. Thủ phủ của khu tự quản Seboruco đóng tại Seboruco. Khự tự quản Seboruco có diện tích 157 km2, dân số theo điều tra dân số ngày 21 tháng 10 năm 2001 là 9064 người.